# U.2

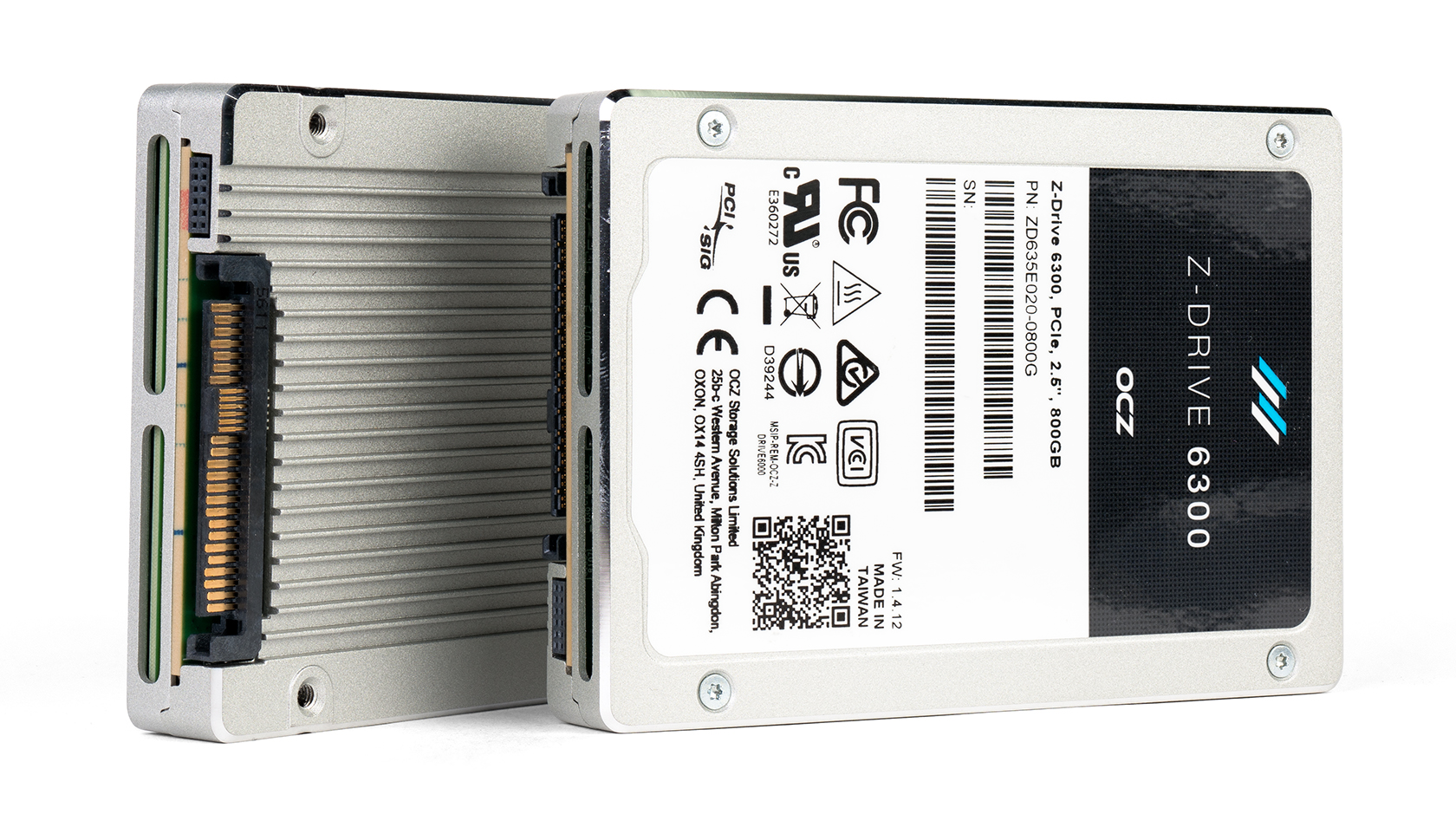
SSD cu interfață U.2

Conectorul SFF-8639

U.2 (U point two), cunoscut anterior ca SFF-8639, , este un standard de interfață pentru conectarea unui dispozitiv SSD la un computer. Acoperă conectorul fizic, caracteristicile electrice și protocoalele de comunicare. Specificația U.2 a fost dezvoltată de SSD Form Factor Working Group (SFFWG) și lansată pe 20 decembrie 2011 ca mecanism de furnizare a conexiunilor PCI Express la SSD pentru segmentul high-end (stații de lucru, server). În iunie 2015, SFFWG a anunțat schimbarea denumirii în U.2.

Membrii fondatori ai grupului de lucru SSD Form Factor care au dezvoltat specificația conectorului U.2 includ Dell, EMC, Fujitsu, IBM, Intel.

## Caracteristici
- Acceptă hot-swap (schimbare la cald).
- Este asemănător cu conectorul SAS și SATA Express, dar utilizează până la patru benzi PCI Express (PCIe x4) printr-o utilizare diferită a pinilor disponibili și două porturi SATA.
- Dispozitivele U.2 pot fi conectate la un port M.2 cu ajutorul unui adaptor.
- SSD U.2 sunt proiectate pentru a se conecta la sloturi de 2,5 și 3,5 inch și permit o capacitate de stocare maximă mai mare decât SSD M.2, ca urmare a dimensiunii fizice mai mari.
- Factorul de formă U.2 este mai favorabil pentru disiparea căldurii comparativ cu SSD M.2 și permite temperaturi de funcționare mai mari fără a deteriora componentele de acționare[2]

## U.3
U.3 este un standard „tri-mode”, bazat pe specificația U.2 și utilizând același conector SFF-8639. Acesta combină suportul SAS, SATA și NVM Express într-un singur controler. 
Specificația U.3 este SFF-TA-1001 (Specification for Universal x4 Link Definition for SFF) și provine din SNIA SFF Technology Affiliate (TA) Technical Work Group (TWG).U.3 permite HDD-urilor SAS/SATA și SSD-urilor SAS/SATA/NVMe să funcționeze într-un singur conector fără complexitatea cablajului pentru mai multe protocoale. Unitățile U.3 sunt compatibile înapoi cu U.2.